# Osamu Akimoto
Osamu Akimoto (秋本 治 Akimoto Osamu) és un mangaka principalment conegut per la seua sèrie de gran duració Kochira Katsushika-ku Kameari Kōen-mae Hashutsujo, publicada al Weekly Shonen Jump començant-la en 1976 i que fou posteriorment adaptada a anime per a televisió. Va guanyar el Premi de Manga Shogakukan en 2005.

## Obres
- Kochira Katsushika-ku Kameari Kōen-mae Hashutsujo (serialitzat en Weekly Shonen Jump).
- Mr. Clice (serialitzat en Monthly Shonen Jump).
- Time… (serialitzat en Jump SQ).